# Bộ Sơn (山)
Bộ Sơn, bộ thứ 46 có nghĩa là "núi" là 1 trong 31 bộ có 3 nét trong số 214 bộ thủ Khang Hy.
Trong Từ điển Khang Hy có 636 chữ (trong số hơn 40.000) được tìm thấy chứa bộ này.
Trong vũ trụ học Đạo giáo, Sơn (山) là thành phần tự nhiên của quẻ Cấn (艮) ☶ trong sơ đồ Bát quái.

## Tự hình Bộ Sơn (山)

Giáp cốt văn
Kim văn
Đại triện
Tiểu triện

## Chữ sử dụng Bộ Sơn (山)
| Số nét bổ sung | Chữ |
| -------------- | --- |
| 0              | 山 |
| 1              | 乢 屲 |
| 2              | 屳 屹 屺 屻 屼 屽 屾 屿 岀 岁 岂 岃                                                                                           |
| 4              | 岄 岅 岆 岇 岈 岉 岊 岋 岌 岍 岎 岏 岐 岑 岒 岓 岔 岕 岖 岗 岘 岙 岚 岛 岜                                                    |
| 5              | 岝 岞 岟 岠 岡 岢 岣 岤 岥 岦 岧 岨 岩 岪 岫 岬 岭 岮 岯 岰 岱 岲 岳 岴 岵 岶 岷 岸 岹 岺 岻 岼 岽 岾 岿 峀 峁 峂 峃 峄 峅    |
| 6              | 峆 峇 峈 峉 峊 峋 峌 峍 峎 峏 峐 峑 峒 峓 峔 峕 峖 峗 峘 峙 峚 峛 峜 峝 峞 峟 峠 峡 峢 峣 峤 峥 峦 峧                         |
| 7              | 峨 峩 峪 峫 峬 峭 峮 峯 峰 峱 峲 峳 峴 峵 島 峷 峸 峹 峺 峻 峼 峽 峾 峿 崀 崁 崂 崃 崄 崅                                     |
| 8              | 崆 崇 崈 崉 崊 崋 崌 崍 崎 崏 崐 崑 崒 崓 崔 崕 崖 崗 崘 崙 崚 崛 崜 崝 崞 崟 崠 崡 崢 崣 崤 崥 崦 崧 崨 崩 崪 崫 崬 崭 崮 崯 |
| 9              | 崱 崲 嵟 嵠 嵡 嵢 嵣 嵤 嵥 嵦 嵧 嵨 嵩 嵪 嵫 嵬 嵭 嵮 嵯 嵰 嵱 嵲 嵳 嵴 嵵 嵶 嵷 嵸 嶋                                        |
| 11             | 嵹 嵺 嵻 嵼 嵽 嵾 嵿 嶀 嶁 嶂 嶃 嶄 嶅 嶆 嶇 嶈 嶉 嶊 嶌 嶍 嶎                                                                |
| 12             | 嶏 嶐 嶑 嶒 嶓 嶔 嶕 嶖 嶗 嶘 嶙 嶚 嶛 嶜 嶝 嶞 嶟 嶠 嶡 嶢 嶣 嶤 嶥                                                          |
| 13             | 嶦 嶧 嶨 嶩 嶪 嶫 嶬 嶭 嶮 嶯 嶰 嶱 嶲 嶳 嶴 嶵 嶶                                                                            |
| 14             | 嶷 嶸 嶹 嶺 嶻 嶼 嶽 嶾 嶿 |
| 15             | 巀 巁 巂 巃 巄 巅 |
| 16             | 巆 巇 巈 巉 巊 巋 巌 |
| 18             | 巍 巎 巏 巐 |
| 19             | 巑 巒 巓 巔 巕 |
| 20             | 巖 巗 巘 巙 巚 |